# Tom Flammang
Tom Flammang (Esch-sur-Alzette, 12 januari 1978) is een voormalig Luxemburgs wielrenner.

## Carrière
Flammang begon zijn professionele wielercarrière op de weg in 2000, bij het Franse team Cofidis. Omdat de successen uitbleven, kreeg hij in 2004 echter geen nieuw contract meer en Flammang concentreerde zich vervolgens op het veldrijden. In deze discipline werd hij in 2004 Luxemburgs kampioen. In 2006 reed hij nog een seizoen voor Team Sparkasse.
In 2014 werd Flammang algemeen manager van Leopard Pro Cycling.

## Belangrijkste overwinningen
1998
- Luxemburgs kampioen, Wegwedstrijd, Elite

2004
- Luxemburgs kampioen veldrijden, Elite

2005
- 4e etappe Flèche du Sud

## Resultaten in voornaamste wedstrijden
| Jaar | Gent-Wevelgem | Parijs-Roubaix |
| ---- | ------------- | -------------- |
| 2002 | 61e           | 19e            |